# Інтерсіті (поїзд № 748/747)
Інтерсіті № 747/748 — Денний швидкісний поїзд Інтерсіті №747/748 УЗШК сполученням Київ — Тернопіль. Протяжність маршруту потяга складає — 483 км.
На поїзд є можливість придбати електронний квиток, по данному маршруту ходять вагони МПЛТ та електропоїзди ЕКр1 "Тарпан" і EJ 675.

## Історія
До 2012 року курсував поїзд № 160/159 тим самим рейсом, але з вагонами формування ВЧ-3 Хмельницький.
З 1 червня 2012 року змінена нумерація на № 750/749.
З 2 жовтня 2015 року скасований, але альтернивою став цей поїзд Інтерсіті №747/748.
З 22 серпня 2014 року почав курсувати за цим маршрутом під номерами 747/748 з 5 вагонами МПЛТ..
З 11 грудня 2016 року подовжений маршрут руху поїзда до станції Львів, але вже використовувалися ЕКр1, HRCS2, а склад МПЛТ став рідкісним на даному маршруті.
З 3 листопада 2017 року маршрут руху скорочений до станції Тернопіль, з призначенням курсування двоповерхових електропоїздів EJ 675.
З 2018 року повернулися одноповерхові вагони МПЛТ.
З 23 січня 2020 року на маршруті почали курсувати 5 вагонів з поїзда Інтерсіті № 798/797 сполученням Запоріжжя — Харків, а вагони МПЛТ відправили на другу пару поїзда Інтерсіті № 740/739 Київ - Кривий Ріг.
З 18 березня 2020 по 1 липня 2021 року поїзд було скасовано через пандемію на COVID-19.
З 20 березня 2020 року мав курсувати складом HRCS2, але через пандемію COVID-19 не було реалізовано рейс.
З 2 липня 2021 року відновлено курсування поїзда з Києва, зворотно з Тернополя — з 3 липня 2021 року.
Розглядався варіант запуску за маршрутом №747/748 Київ— Тернопіль електропоїздів EJ 675, після їх капітального ремонту.
30 грудня 2021 року було презентовано відновлений електропоїзд EJ 675 і відправлено на цей маршрут.
З 21 січня 2022 року цей поїзд знову скоротили до Тернополя. Незабаром поїзд скасували.
У травні 2022 року поїзд був відновлений, на 2025 рік за даним маршрутом курсують вагони МПЛТ та електропоїзди ЕКр1 і EJ 675.

## Інформація про курсування
Згідно розкладу руху на 2021 рік поїзду встановлено курсування цілий рік, через день. На маршруті прямування поїзд здійснює зупинки на 7 проміжних станціях.
| Розклад руху поїзда «Інтерсіті» № 747/748 на 2025 рік | Розклад руху поїзда «Інтерсіті» № 747/748 на 2025 рік | Розклад руху поїзда «Інтерсіті» № 747/748 на 2025 рік | Розклад руху поїзда «Інтерсіті» № 747/748 на 2025 рік | Розклад руху поїзда «Інтерсіті» № 747/748 на 2025 рік |
| Час прибуття                                          | Час відправлення                                      | Станція                                               | Час прибуття                                          | Час відправлення                                      |
| ----------------------------------------------------- | ----------------------------------------------------- | ----------------------------------------------------- | ----------------------------------------------------- | ----------------------------------------------------- |
| —                                                     |                                                       | Київ                                                  | 12:52                                                 | —                                                     |
| 23:30                                                 | —                                                     | Львів                                                 | —                                                     | 6:02                                                  |

Актуальний розклад руху вказано у розділі 'Розклад руху призначених поїздів" на сайті УЗ .

## Склад поїзда
Поїзд обслуговує двоповерховий електропоїзд EJ 675, який має 6 вагонів, який обладнаний розетками з USB-роз’ємами для кожного пасажира, сповивальними столиками в головних вагонах, пандусами та місцями для перевезення людей з інвалідністю, тримачами для велосипедів, системами відеоспостереження, кондиціювання, вентиляції, пожежної сигналізації та пожежогасіння, вакуумними туалетами.
Склад поїзда може відрізнятися від наведеної в залежності від сезону (зима, літо). Актуальну схему на конкретну дату можна подивитися в розділі «Онлайн» резервування та придбання квитків» на офіційному вебсайті «Укрзалізниці».